# Hypsoides
Hypsoides is een geslacht van vlinders van de familie tandvlinders (Notodontidae), uit de onderfamilie Thaumetopoeinae.

## Soorten
- H. ambrensis Poujade, 1903
- H. ambriensis Poujade, 1903
- H. anosibeana (Oberthür, 1922)
- H. antsianakana (Oberthür, 1922)
- H. barrei (Mabille, 1891)
- H. befotakana Viette, 1965
- H. bipars Butler, 1882
- H. cleotis Swinhoe, 1907
- H. colminidentata Oberthür
- H. conglomerata (Oberthür, 1923)
- H. culminidentata (Oberthür, 1923)
- H. diego (Coquerel, 1855)
- H. flavens (Mabille, 1891)
- H. kiriakoffi Viette, 1965
- H. lambertoni (Oberthür, 1922)
- H. meloni Oberthür
- H. meloui (Oberthür, 1922)

- H. paulinus (Oberthür, 1923)
- H. perroti Oberthür
- H. placidus (Oberthür, 1923)
- H. radama (Coquerel, 1855)
- H. semifusca Kiriakoff, 1969
- H. singularis Kiriakoff, 1969
- H. timoleon (Oberthür, 1923)
- H. unicolor Oberthür